# Peraceae
Peraceae je čeleď vyšších dvouděložných rostlin z řádu malpígiotvaré (Malpighiales). Jsou to dřeviny s jednoduchými střídavými listy a jednopohlavnými, bezobalnými květy. Čeleď zahrnuje asi 135 druhů v 5 rodech. Je rozšířena v tropech téměř celého světa.
Rody čeledi Peraceae byly v minulosti řazeny do čeledi pryšcovité.

## Popis
Zástupci čeledi Peraceae jsou dvoudomé stromy a keře s jednoduchými střídavými listy s drobnými palisty nebo bez palistů. Odění je složeno z hvězdovitých, šupinovitých nebo i jednoduchých chlupů. Listy jsou celokrajné, se zpeřenou žilnatinou. Květy jsou jednopohlavné, bezobalné, v úžlabních nebo vrcholových květenstvích. Kalich a koruna je v počtu 5 plátků nebo je okvětí redukované v počtu plátků až zcela chybějící. Samčí květy se 2 až 15 obvykle srostlými tyčinkami. Semeník v samičích květech je svrchní, srostlý
ze 3 až 6 plodolistů. Plodem je tobolka.

## Rozšíření
Čeleď zahrnuje celkem 135 druhů v 5 rodech. Je rozšířena v tropech celého světa mimo Austrálie a východní části jihovýchodní Asie. Největším rodem je Clutia (70 druhů) a Pera (40 druhů).

## Taxonomie
Čeleď Peraceae byla vyčleněna z čeledi pryšcovité (Euphorbiaceae) již v roce 1976, zahrnovala ale jen rod Pera.
Další rody pak byly do čeledi přeřazeny v roce 2003.
V systému APG III z roku 2009 není čeleď zastoupena s poznámkou, že je zapotřebí dalších studií, ve verzi APG IV z roku 2016 se opět objevuje.

## Seznam rodů
Chaetocarpus, Clutia, Pera, Pogonophora, Trigonopleura